# Lee Jarvis
Lee Jarvis (Pontypridd, 30 settembre 1976) è un rugbista a 15 e allenatore di rugby a 15 britannico, nazionale gallese di rugby a 15, che milita come giocatore e tecnico dei tre quarti nella formazione gallese di rugby a 15 del Cardiff.

## Biografia
Nativo di Pontypridd, in Galles, Jarvis si formò nel locale club, con il quale fece anche il suo esordio in campionato; passato poi al Cardiff, con il quale debuttò in Europa (Heineken Cup); nel 1997 disputò la sua prima e unica partita con la Nazionale gallese, un test match contro la Romania a Wrexham.
Militò successivamente di nuovo nel Pontypridd, poi nel Neath e infine al Newport Gwent Dragons; benché non vittorioso a livello continentale con alcuno dei citati club, con 411 punti in Heineken Cup è, alla stagione 2008-09, nei primi 10 migliori realizzatori di sempre di tale competizione.
Nel 2004 firmò un contratto professionistico con i Cornish Pirates e dopo un biennio passò al Mounts Bay di Penzance; dal 2008 è tornato al Cardiff come giocatore e allenatore degli avanti.
All'attivo di Jarvis anche un invito, nel 1996 nei Barbarians, in occasione di un incontro del prestigioso club inglese con l'Irlanda.